# Vincere
Vincere è un film del 2009 diretto da Marco Bellocchio.
La pellicola ha come principali interpreti Filippo Timi e Giovanna Mezzogiorno. È stato l'unico film italiano in concorso al Festival di Cannes del 2009. È stato il film più premiato ai David di Donatello 2010, con otto premi su quindici candidature, fra cui quello per il miglior regista, ma non ha vinto quello per il miglior film, conquistato da L'uomo che verrà.

## Trama
La storia ruota attorno a Benito Albino Dalser, figlio di Benito Mussolini e di Ida Dalser. Le vicende partono dall'anno in cui Mussolini conobbe la Dalser (a Trento, nel 1907) sino all'anno in cui il loro figlio viene rinchiuso in manicomio. Il film ripercorre l'amore tormentato e non corrisposto di Ida verso il giovane Mussolini, che prima se ne invaghisce ma poi la respinge, facendo internare anche lei in manicomio, perché troppo invadente ed imbarazzante. Parte della trama racconta anche di Rachele Guidi, consorte di Mussolini dal 1915, e di come la relazione con la Dalser abbia inciso sulla loro vita privata.

## Produzione
(Bellocchio al Corriere della Sera)
Il film è stato finanziato dal Ministero per i Beni e le Attività Culturali, dalla Torino Film Commission e da Rai Cinema.
Le riprese sono iniziate a Trento il 12 maggio 2008, e durante l'estate sono proseguite a Torino, Carignano e Venezia.

## Distribuzione
I diritti di distribuzione cinematografica all'estero sono di proprietà della società francese Celluloid Dreams.

## Riconoscimenti
- 2009 - Efebo d'oro
  - Miglior film
- 2009 - European Film Awards
  - Candidatura per il migliore attore a Filippo Timi
  - Candidatura per il premio d'eccellenza a Francesca Calvelli
- 2009 - Festival di Cannes
  - Candidatura per la Palma d'oro a Marco Bellocchio
- 2009 - Globo d'oro
  - Migliore attrice a Giovanna Mezzogiorno
  - Miglior fotografia a Daniele Ciprì
  - Gran Premio della Stampa Estera a Marco Bellocchio
  - Candidatura per il migliore film
  - Candidatura per la miglior sceneggiatura a Marco Bellocchio e Daniela Ceselli
  - Candidatura per la migliore colonna sonora a Carlo Crivelli
- 2009 - Nastro d'argento
  - Miglior attrice protagonista a Giovanna Mezzogiorno
  - Miglior fotografia a Daniele Ciprì
  - Nastro d'argento al migliore montaggio a Francesca Calvelli
  - Miglior scenografia a Marco Dentici
  - Candidatura per il regista del miglior film a Marco Bellocchio
  - Candidatura per il miglior attore protagonista a Filippo Timi
- 2009 - Premio Gianni Di Venanzo
  - Miglior fotografia italiana a Daniele Ciprì
- 2010 - Bari International Film Festival
  - Premio Franco Cristaldi a Mario Gianani
  - Premio Mario Monicelli a Marco Bellocchio
  - Premio Roberto Perpignani a Francesca Calvelli
- 2010 - Ciak d'oro
  - Migliore fotografia a Daniele Ciprì[5]
  - Miglior montaggio a Francesca Calvelli[5]
  - Miglior manifesto[5]
- 2010 - David di Donatello
  - Miglior regista a Marco Bellocchio
  - Migliore fotografia a Daniele Ciprì
  - Migliore scenografia a Marco Dentici
  - Migliori costumi a Sergio Ballo
  - Miglior trucco a Franco Corridoni
  - Migliori acconciature a Alberta Giuliani
  - Miglior montaggio a Francesca Calvelli
  - Migliori effetti speciali visivi a Paola Trisoglio e Stefano Marinoni
  - Candidatura per il miglior film
  - Candidatura per la migliore sceneggiatura a Marco Bellocchio e Daniela Ceselli
  - Candidatura per il migliore produttore a Mario Gianani
  - Candidatura per la migliore attrice protagonista a Giovanna Mezzogiorno
  - Candidatura per il migliore attore protagonista a Filippo Timi
  - Candidatura per la migliore colonna sonora a Carlo Crivelli
  - Candidatura per il miglior sonoro a Gaetano Carito
- 2010 - European Independent Film Critics Awards
  - Miglior montaggio a Francesca Calvelli
  - Candidatura per il miglior film
  - Candidatura per la migliore fotografia a Daniele Ciprì
  - Candidatura per la migliore scenografia a Marco Dentici
- 2010 - National Society of Film Critics Awards
  - Miglior attrice protagonista a Giovanna Mezzogiorno